# Kraljevske solane u Arc-et-Senansu
Kraljevske solane u Arc-et-Senansu (francuski: Saline royale d'Arc-et-Senans) nalaze se u Arc-et-Senansu, pored šume Chaux i oko 35 kilometara od Besançona u francuskom departmanu Doubs. 
Claude-Nicolas Ledoux (1736. – 1806.), najutjecajniji pariški arhitekt tog doba, dizajnirao je ovaj rani primjer projekta prosvjetiteljstva u kojemu je arhitektura temeljena na filozofskoj ideji organiziranja zgrada prema geometrijskom planu i hijerarhijskom odnosu. Zbog toga su "Kraljevske solane" upisane na UNESCOv popis mjesta svjetske baštine u Europi 1982. godine.

## Povijest
U 18. stoljeću sol je bila osnovna namirnica, ali i vrijedna roba koju su masovno koristili za konzerviranje mesa i ribe. Zbog njezina nedostatka, francuska vlada je čak uvela porez na konzumaciju soli (tzv. gabelle). U pokrajini Franche-Comté pronađene su podzemne naslage soli (halita) i nekoliko solana je otvoreno u okolici (Salins-les-Bains i Montmorot) koje su vadile sol kuhanjem na vatri. Kako su koristile drva iz okolice, uskoro je gubljenjem šuma nastao problem nestašice goriva. Francusko ministarstvo prehrane (Fermiers Généraux) je odlučilo mehanizirati i poboljšati eksploataciju izvora izgradnjom tvornice u šumi Chaux u Val d'Amouru.
Dana 20. rujna 1771. godine, Luj XVI. je postavio Claude-Nicolasa Ledouxa za upravitelja solana u pokrajinama Lorraine i Franché-Comté. Na taj način je Ledoux naučio sve o eksploataciji soli i kako napraviti modernu i učinkovitu solanu. Dvije godine kasnije Ledoux je primljen u Kraljevsku akademiju arhitekture, a zbog svoje učinkovitosti kao upravitelja solana postao je i Kraljevskim arhitektom. Bilo je sasvim prirodno da on dizajnira nove Kraljevske solane u Arc-et-Senansu, iako nije dobio takav nalog od kralja.
Kada je Ledoux predstavio svoj grandiozni plan kralju Luju XV. 1774. godine, ovaj ga je odmah odbio. Naime, kako je i sam Ledoux priznao kasnije, njegov plan je predstavljao industrijsku građevinu koja je bila toliko velika da joj nijedna do tada izgrađena nije bila ravna. 
Drugi Ledouxov plan, koji je prihvaćen, predstavljao je polukružni kompleks u kojemu je rad organiziran u strogoj hijerarhiji oko savršenog kruga. Iako je Luj XVI. potpisao edikt kojime je naložio izgradnju 29. travnja 1773. godine, izgradnja je započela tek 1775. god. Ledouxov plan je uključivao izgradnju savršenog grada, no taj projekt nije nikada nastavljen zbog Francuske revolucije 1789. godine. Sve što je dovršeno bilo je okruglo dvorište i polukrug zgrada. 
Solane su na svom vrhuncu proizvodile 40,000 kvintala soli godišnje (per annum) koji su svi bili izvoženi u Švicarsku. Prozvodnja je obustavljena 1895. godine nakon parnice koju su pokrenuli stanovnici Arc-and-Senansa. Danas, Institut Claude-Nicolas Ledoux vrši restauraciju spomenika i okolne lokacije. 

## Arhitektura
Ulazna zgrada se nalazi na središnjoj točki polukruga i sadrži stražarske odaje sa zatvorom i utvrdom. S lijeve strane, iznutra gledano, nalaze se odaje stolara i radnika, a s desne, predradnika i bačvara. Na svakom sjecištu zrakastih ulica i polukruga zgrada bili su kuće bilježnika. U središtu se nalazi kuća ravnatelja s belvedere terasom na vrhu (za strogo nadgledanje radnika). Iza kuće je elegantna mala konjušnica. S obje strane ove kuće nalazi se solana koje čine dvije građevine duge 80, široke 28 i visoke 20 metara. U njima se nalazile pećnice za sušenje, lonci za zagrijavanje, "Sales des Bosses" i prostorije za skladištenje soli. Monumentalno stubište je vodilo do kapele koja je uništena u požaru nakon udara munje 1918. godine. 
- Maketa Kraljevskih solana
- Monumentalni ulaz
- Upravna zgrada
- Trijem upravne zgrade s neobičnim stupovima
- Solana i radnička zgrada